# 47.º Distrito Congressional da Califórnia
O 47º Distrito Congressional da Califórnia (em inglês:  California's 47th congressional district) é um dos 53 distritos congressionais do estado norte-americano da Califórnia, segundo o censo de 2000 sua população é de 639.087 habitantes, sua área é de 55 km.
É representado pela democrata Loretta Sanchez.